# Nematus jugicola
Nematus jugicola är en stekelart som beskrevs av Thomson 18971. Nematus jugicola ingår i släktet Nematus, och familjen bladsteklar. Arten är reproducerande i Sverige.